# ألان هانسن
ألان هانسن (بالدنماركية: Allan Hansen)‏ مواليد 21 أبريل 1956 في أودنسه، الدنمارك. هو لاعب كرة قدم دانمركي سابق كان يلعب كمهاجم، شارك خلال مسيرته في أكثر من 100 مباراة وسجل أكثر من 24 هدف.

## أندية لعب لها
- نادي هامبورغ
- نادي أودنسه
- نادي نايستفيد
- نادي أودنسه
- نادي أودنسه

## روابط خارجية
- ألان هانسن على موقع قاعدة بيانات كرة القدم.إي يو (الإنجليزية)
- ألان هانسن على موقع بيانات كرة القدم. دي إي (الألمانية)
- ألان هانسن على موقع ناشيونال فوتبول تيمز (الإنجليزية)
- ألان هانسن على موقع عالم كرة القدم.نت (الإنجليزية)